# SYSTEM11

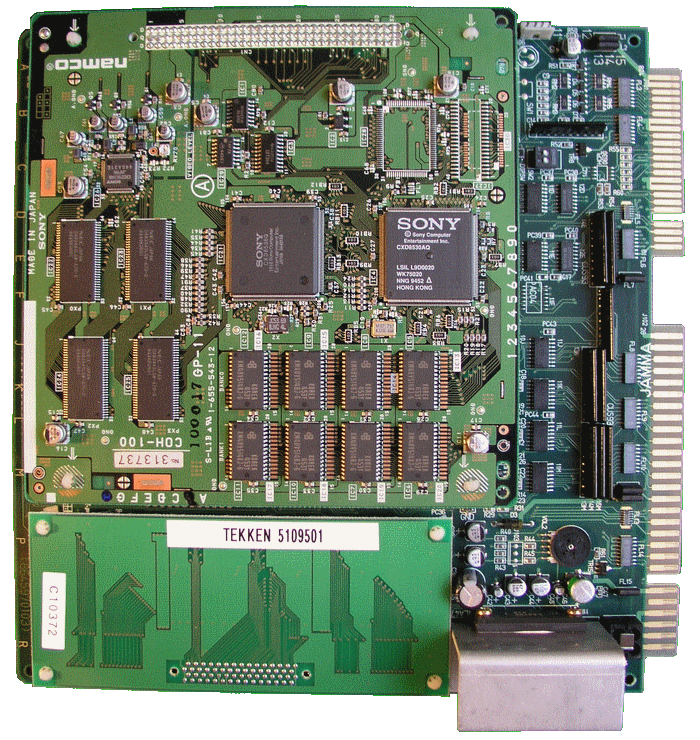
SYETEM11 鉄拳2 Ver.C

SYSTEM11（システムイレブン）は、ナムコが開発したPlayStation互換のアーケードゲーム基板。

## 概要
PlayStationに採用されたのと同じ種類のCPU「R3000A」、GPU、メモリをベースに、それらの半導体の動作周波数を高速化させ、メモリ容量を増強。独自のサウンドCPUや各種コネクタや各種I/Oインターフェイスを追加している。基板は上下2枚組で、上のCPUボード（ソニー製）にCPUとGPU、下のシステムボード（ナムコ製）にサウンド関係と筐体へのI/O周りが搭載されている。また、システムボード上にフラッシュROMが搭載されており、オンボードでの書き換えが可能となっている（故に、従来のROM交換によるソフト入れ替えには対応していない）。
SYSTEM11の半導体の動作周波数を1.5倍に高速化したのを中心に、メモリーの容量をさらに増量しパワーアップさせた上位互換基板が「SYSTEM12」である。
初採用は1994年12月稼動開始の『鉄拳』（初代）である。

## 基本スペック
- メインCPU：R3000A(33.8688MHz), 30MIPS相当
- 命令キャッシュ：4Kバイト
- サウンドチップ：ナムコ・カスタムチップ(C76, C352)
- BIOS：512Kバイト
- メインメモリ：2Mバイト
- VRAM: 2Mバイト（PlayStationは1Mバイト）
- サウンド用メモリ：512Kバイト
- GPU：36万ポリゴン/秒、または4000スプライト/1フレーム(1/60秒)
- 解像度：256×224 - 740×480ドット
- カラー：1670万色
- サウンド：32チャンネル、8ビットリニアPCM / μ-lawPCM
- その他：モーションJPEGデコーダ内蔵

## SYSTEM11誕生の経緯[1]
1990年初頭のナムコは小型機のシェアで伸び悩んでいた。大型機と専用筐体は、高パフォーマンスなSYSTEM21とSYSTEM22基板が得意とする当時業界としてはまだ珍しい部類だった3Dポリゴン描画を採用した体感ゲームや、SYSTEM IIなどを採用したスプライトとドット絵を活かして2Dながらも立体的に見せる擬似3Dの体感ゲームが一定の評価を得ていたため、それなりのシェアで支えられていたものの、小型機と汎用筐体向けの作品が芳しくなかった。ナムコはかつて1980年代に小型機の輝かしい全盛期を迎えていたため、特に歯がゆい思いをしていた。前述の通りSYSTEM21,22作品で3Dに強みを持っていたナムコは、小型機用にもローコストの3Dボードを開発することが、この状況を打破するための急務であった。
そんな折、1993年秋のある新聞にソニーの新チップの記事が載っているのをナムコ常務の中村繁一（当時）が見つける。これはと思った中村が、当時付き合いのあったソニーの久多良木健にコンタクトを取ると、「見て欲しいものがある」と言われ、PlayStation（当時はPSX）構想と開発中のデモンストレーション映像を見せられる。
家庭用でこれだけのスペックを見せつけられた中村は、これこそが念願のローコストの業務用3Dボードへ繋がるものであると確信し、ソニーに対して技術協力をする代わりにアーキテクチャーの業務用への転用を許諾して欲しいという約束を取り付ける。かくしてソニーとの共同開発でPlayStationをベースとした新型業務用ボードが誕生した。
SYSTEM11の名付け親は当時のナムコ研究部課長の小川徹である。単純にSYSTEM22の半分程度の性能なのでSYSTEM11とのことであった。

## 主なタイトル
特記がないものは全て「開発・発売元：ナムコ（現バンダイナムコエンターテインメント）」。
◎は、専用筐体と専用デバイスが必要になるタイトル。
- 鉄拳（1994年12月）
- 鉄拳2（1995年8月）
- 鉄拳2 Ver.B（1995年10月）
- ソウルエッジ（1996年）
- ソウルエッジ Ver.II（1996年）
- ゼビウス3D/G（1996年）
- Jリーグサッカー プライムゴールEX（1996年）
- ダンクマニア（1996年）
- ダンシングアイ（1996年）
- ポケットレーサー（1997年）◎
- スタースイープ（1997年7月下旬）※開発元：株式会社アクセラ
- 子育てクイズ マイエンジェル3（1998年）
- ガンバァール（1998年）◎
- バスト ア ムーブ（1998年）※開発・発売元：株式会社アトラス